# Les Six Jizô
Les Six Jizô est un ancien conte bouddhique japonais, autour de statues du bodhisattva Jizô.

## Le conte

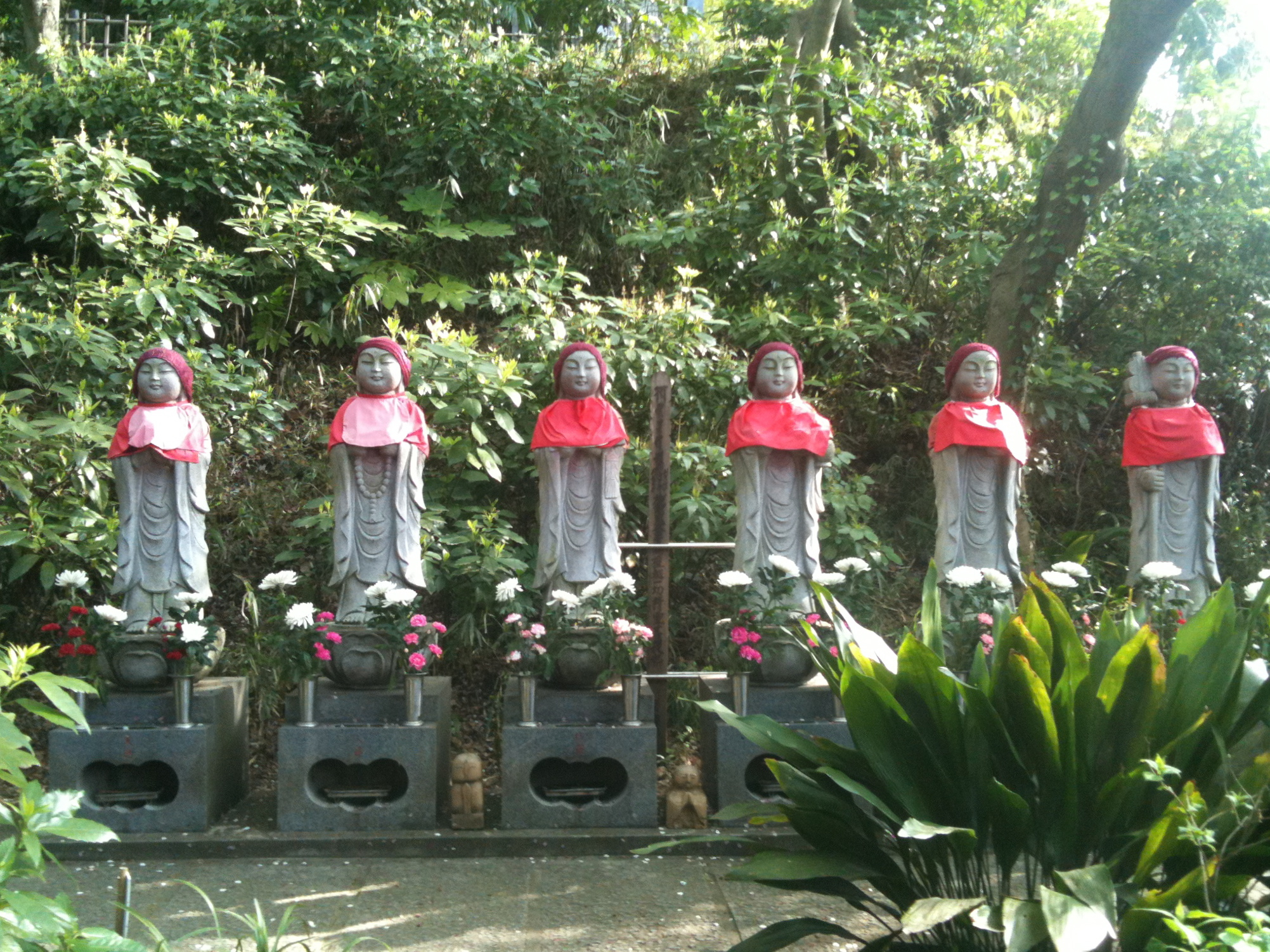
Six statues de Jizo. Temple Takahatsu-Fudo, Kyôto.

Matsuda est un homme très pieux et très myope. Il est un dévot d'Amida, le Bouddha céleste, et il éprouve aussi une respectueuse admiration pour la déesse Kwannon, très belle et très bonne. Mais c'est Jizô que Matsuda vénère le plus, Jizô, l'ami des enfants, qu'il console quand ils perdent leurs dents ou berce lorsqu'ils pleurent et que leurs parents sont absents. Et il est aussi le compagnon de jeux des enfants morts.
Voulant honorer Jizô, Matsuda commande six statue en pierre au marchand Takezawa. Celui-ci promet de faire diligence et de surveiller lui-même la taille des sculptures: elles seront livrées dans deux mois. Au jour dit, Matsuda se rend chez Takezawa et demande à voir les statues avant de les faire installer chez lui. Malheureusement, il y a un retard de livraison imprévu si bien que le marchand n'a pas encore reçu les statues, et il hésite à révéler la vérité à Matsuda. Il demande donc à un ami et à deux aides de son magasin de jouer le rôle des statues. Il les maquille, leur met des vêtements adéquats et leur demande de rester parfaitement immobiles le temps de la visite.
Il fait alors entrer le commanditaire dans une première pièce et lui présente trois des statues et conduit ensuite Matsuda vers une seconde pièce. Pendant ce temps, les trois compères se déplacent dans cette seconde salle. La myopie empêhce Matsuda de se rendre compte du subterfuge. Néanmoins il demande à juger de l'effet produit par les six Jizô réunis. Très ennuyé, le marchand explique qu'il n'a pas d'endroit assez vaste pour présenter les six statues ensemble mais qu'il se fera un plaisir de lui faire revisiter la première salle. À ces mots, les faux Jizô se dépêchent pour rejoindre le lieu de la première exposition.
Matsuda, entendant du bruit derrière lui, se retourne et voit les trois Jizô courir vers l'autre pièce. Il revient sur ses pas pour se trouver face à l'un d'entre eux. Ce n'est plus une statue mais un Jizô bien réel. Matsuda comprend alors la supercherie du marchand, qui a abusé de sa myopie et de sa piété. Sur le point de laisser libre cours à sa colère, il pardonne tout de même à Takezawa car il se souvient de la parole de Bouddha: « Si la haine répond à la haine, comment la haine finira-t-elle ? ».